# 菏泽南站
菏泽南站位于中华人民共和国山东省菏泽市牡丹区刘庙，建于1978年。距新乡站167公里，距兖州站147公里。现为四等站。货运办理整车货物发到。菏泽南站客运已停办。
2024年5月，抖音主播“菏泽树哥”郭有才在菏泽南站直播后爆红，菏泽南站一度成为众多网络主播才艺直播、游客打卡围观的热点地区。有报道称，5月17日前几天平均每日有近40万人来到菏泽南站现场观看直播。當局以菏泽南站附近学校有2024年春季高考考点為由，宣佈2024年5月17日至19日菏泽南站广场停止一切文娱活动。大量主播涌入菏泽南站露天直播后，一些人批评菏泽南站部分主播直播内容低俗、混乱。同时，菏泽南站直播爆火也造成了交通拥堵、噪音扰民的问题。5月20日，菏泽南站公告，因5月至7月考试密集，附近学校设有考点，为保证考生拥有良好的学习生活环境，菏泽南站将不再举行各种文娱活动。郭有才和其他主播自5月17日转往国花博览园后也没有回到菏泽南站。